# 張延播
张延播（？—937年），五代十国后梁、后唐、后晋将领，汶阳人。
张延播开始是州里的牙将，后唐同光初年，李嗣源攻下其城，于是收他隶属于左右。天成年间，李嗣源即位，任命他为检校司空、两河发运营田使、柳州刺史。长兴元年（930年），出为蔡州刺史，加检校司徒，入朝为左领军卫大将军，充客省使。伐蜀之战，担任马军都监。长兴三年（932年），转任凤州防御使、西面水陆转运使。石敬瑭即位，担任东都副留守。石敬瑭迁都汴州，派他兼任洛京巡检使。天福二年（937年），张从宾作乱，令张延播知河南府事。张从宾事败，张延播伏诛。